# NW Rennzweier
Závodní automobil NW Rennzweier (závodní dvoják) představoval první čistě závodní vůz v historii kopřivnické automobilky, první závodní automobil vyrobený na území bývalého Rakouska-Uherska a ve střední Evropě.

## Vznik a vývoj
Vyrobili ho v kopřivnické továrně Nesselsdorfer Wagenbau-Fabriks-Gesselschaft A. G. (NW), dnešní Tatra. Jeho předchůdcem byl první kopřivnický automobil NW Präsident z roku 1897. Prototyp závodního vozu NW Rennzweier (též označovaný NW Rennwagen popř. NW 12 HP) spatřil světlo světa v roce 1900. Stavbu inicioval liberecký podnikatel, baron Theodor von Liebieg, konstruktérem byl mladý, 22letý Hans Ledwinka. Automobil byl zkonstruován a vyroben v pouhých pěti týdnech během dubna a května 1900. Byl vyroben pouze jediný exemplář, továrně evidovaný jako Typ 2, No. 78 a expedovaný po ose 22. května 1900.

## Popis automobilu
Byl to otevřený dvoumístný závodní vůz. Již se nepodobal kočáru, podvozek tvořil nízký dřevěný, obdélníkový rám a měl nížeji položené těžiště, než bylo v těch časech obvyklé. Vůz neměl karoserii, všechny mechanické části byly odkryté. V podstatě šlo u tohoto vozu vlastně jen o podvozek s motorem bez karoserie. Za volantem na vyvýšeném sedadle seděl řidič, zatímco sedátko spolujezdce (mechanik) bylo po levé ruce řidiče, avšak umístěné o dost níže takže jeho nohy vykukovaly i pod vůz. Řidič ovládal vůz volantem na šikmém řídicím sloupku.

### Motor a převodovka
Vzadu umístěný zážehový, plochý, kapalinou chlazený dvouválcový motor Benz s protilehlými válci o zdvihovém objemu 4250 cm³ (vrtání 130 × zdvih 160 mm) dosahoval při max. 1000 ot/min výkonu 12 k/8,83 kW. Motor byl odkrytý (bez kapotáže) a uložen napříč nad zadní nápravou tak, že osy válců byly rovnoběžné s podélnou osou vozu. Mazání motoru bylo zajištěno přes vícemístnou kapací maznici umístěnou mezi sedadly.
Měl dva samočinné sací a jeden výfukový ventil, které byly poháněny vačkovým hřídelem. Vodní chlazení bylo s nuceným oběhem (zubové čerpadlo), nádrž na 12 l chladicí kapaliny byla umístěna za řidičem. Vpředu byl chladič z hadovitě vinutých trubek, ovinutých žebry a za ním benzínová nádrž (objem 42 l). Odpařování benzínu se dělo ve vyhřívané palivové nádrži, do motoru pak postupovaly potrubím tyto benzínové páry. Později byl tento systém nahrazen karburátorem, který byl propojen s motorem 3 m dlouhým potrubím. Mísící ventil a škrtící klapka byly ovládány řidičem ručními táhly. Zapalování odtrhovacím magnetem Bosch M4 o nízkém napětí s regulací předstihu. Ve válcích byly místo svíček kontakty, které se od sebe oddalovaly a vytažením elektrického oblouku (jiskry) zapalovaly palivo. Soustava táhel a ozubených kol ovládala tyto odtrhávací kontakty. Chlazení kapalinou s nuceným oběhem zubovým čerpadlem, uloženým v potrubí za chladičem směrem k motoru. Mazání motoru s centrálním mazacím přístrojem a kapacími maznicemi. Motor neměl startér, spouštění motoru se provádělo ruční klikou umístěnou na zádi vozu.
Převodovka již s diferenciálem umístěná mezi nápravami byla již čtyřstupňová se zpětným chodem. Byla poháněna primárním řetězem od motoru. Měla kulisové řazení pákou umístěnou ve středu vozu. Třecí spojka byla umístěna v setrvačníku a ovládala se buď páčkou na řadicí páce nebo vpravo umístěným nožním pedálem. Mezi převodovkou s diferenciálem a dvěma hnacími koly byl sekundární řetěz. Pohon zadní nápravy zabezpečovaly na obou stranách válečkové řetězy.

### Podvozek a výkony
Podvozek byl tvořen ocelovým rámem ze dvou podélníků a příček.  Odpérování tuhých náprav zajišťovala vpředu i vzadu půleliptická pera. Řízení předních kol volantem a táhly. Pásové brzdy působily na zadní kola resp. na náboje zadních kol. Ta byla uváděna v činnost vlevo umístěným nožním pedálem. Druhá, ruční brzda byla převodová. Vůz byl osazen dřevěnými koly, vpředu pneumatikami Continental o rozměru 800x90 mm a vzadu 880x120 mm. Základní rozměry a hmotnosti: rozvor 1850 mm, rozchod 1375 mm vpředu i vzadu, délka 2850 mm, výška 1530 mm, světlá výška 250 mm. Pohotovostní hmotnost 975 kg. Vůz dosahoval maximální rychlosti 82 km/h.

## Sportovní úspěchy
Již ve dnech 1. a 2. června 1900 získal Liebieg na závodním NW Rennzweier druhé místo ve velmi těžkém, dvouetapovém závodě Salcburk-Linec-Vídeň (324 km) za rytířem Richardem von Sternem na voze Daimler o dvojnásobném výkonu (24 HP). Trasu zvládl v kategorii závodních automobilů s průměrnou rychlostí 39,158 km/h v čase 8:16,27 h. Po dojezdu do cíle se závodní NW 12 HP stal senzací První mezinárodní výstavy automobilů ve vídeňském Prátru (2.-10. června 1900). V červenci téhož roku skončil na 2. místě za dvěma vozy Benz v mezinárodně silně obsazeném okruhovém závodě ve Frankfurtu nad Mohanem (1. ročník, 29. července 1900). Závod se jel na klusácké dráze na 48 kilometrů.
Závodní NW Rennwagen posloužil Liebiegovi po namontování nosičů zavazadel jako doprovodné vozidlo při jeho téměř 2000 km dlouhé svatební cestě z Liberce přes Korutany, Itálii, Francii, Švýcarsko a Tyrolsko zpět do Liberce. Vůz byl vybaven i světlometem Blériot, blatníky, ruční houkačkou a zesíleným horským zámkem. Sám Liebieg s chotí absolvoval svatební cestu v květnu 1901 na voze NW B-Dreirer.
Počátkem měsíce června 1902 baron Liebieg se svým vozem a turistou Jos. Matouškem vyjeli na Ještěd. K jízdě na vrch až k temeni potřebovali pouze 51 minut, aniž by se jim při této odvážné jízdě cokoliv přihodilo. Koncem června 1902 pak Liebieg úspěšně startoval s tímto závodním automobilem v závodě o pohár Gondona Benneta na trati Paříž-Innsbruck a v jeho pokračování až do Vídně.

## Dochované exempláře
Velmi rychlý rozvoj konstrukce automobilů na počátku 20. století byl hlavní příčinou poměrně krátké sportovní kariéry tohoto vozu. Jediný postavený automobil, asi třikrát přestavěný, byl ve sbírce Theodora von Liebiega až do roku 1945. Nyní je vystaven v dopravní hale Národního technického muzea v Praze.

## Galerie

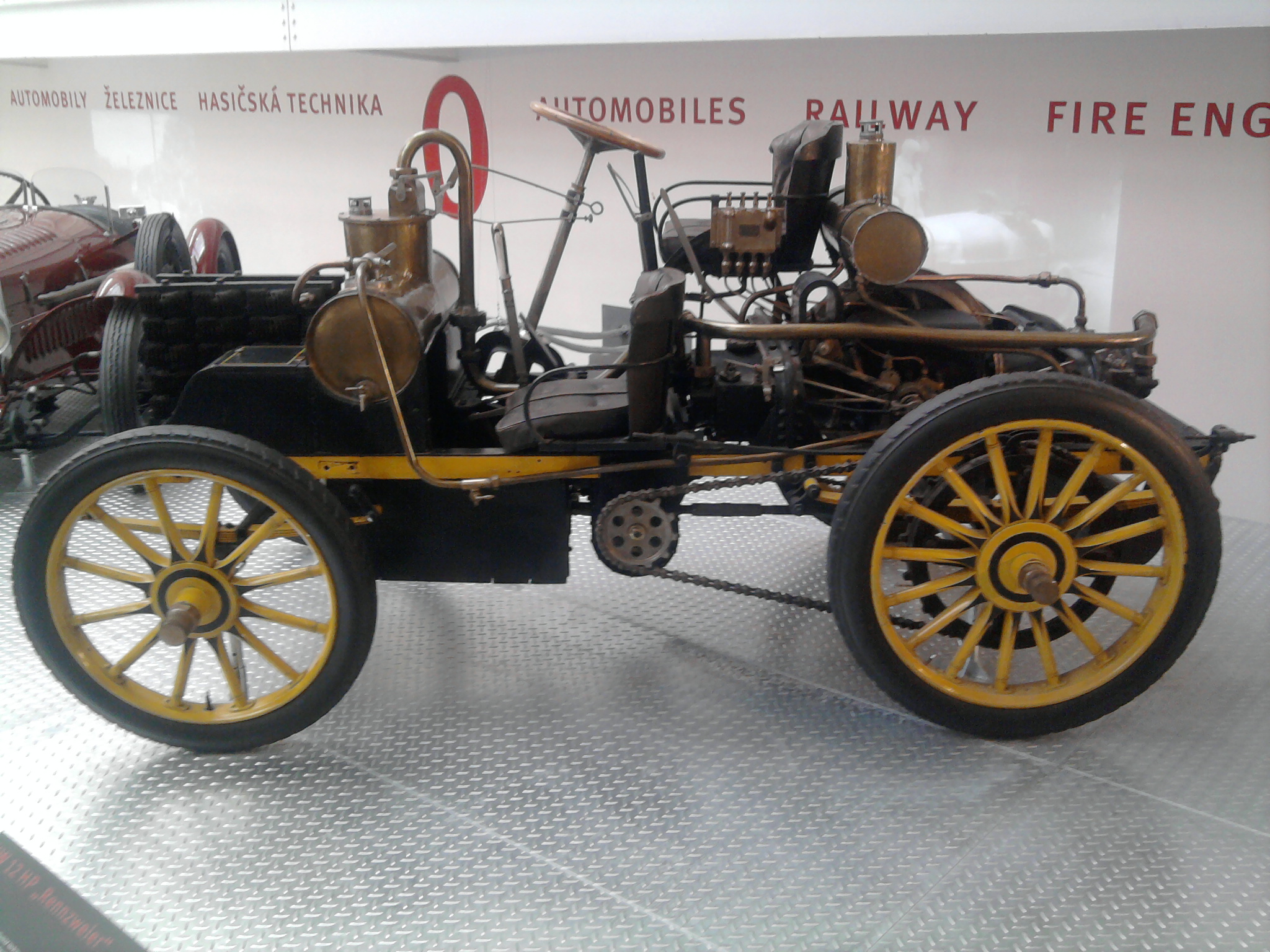
NW 12 HP (boční pohled)
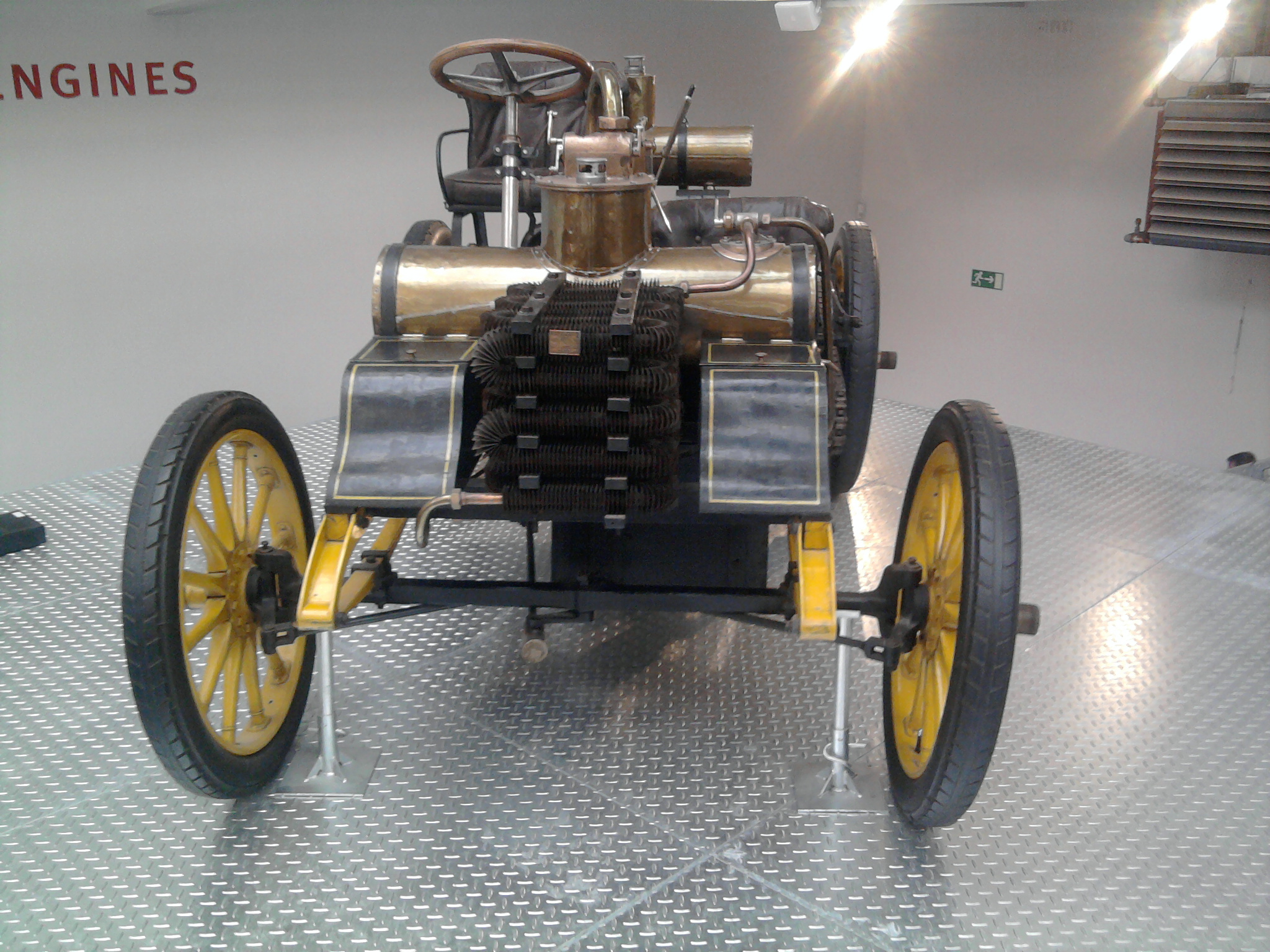
NW 12 HP (čelní pohled)
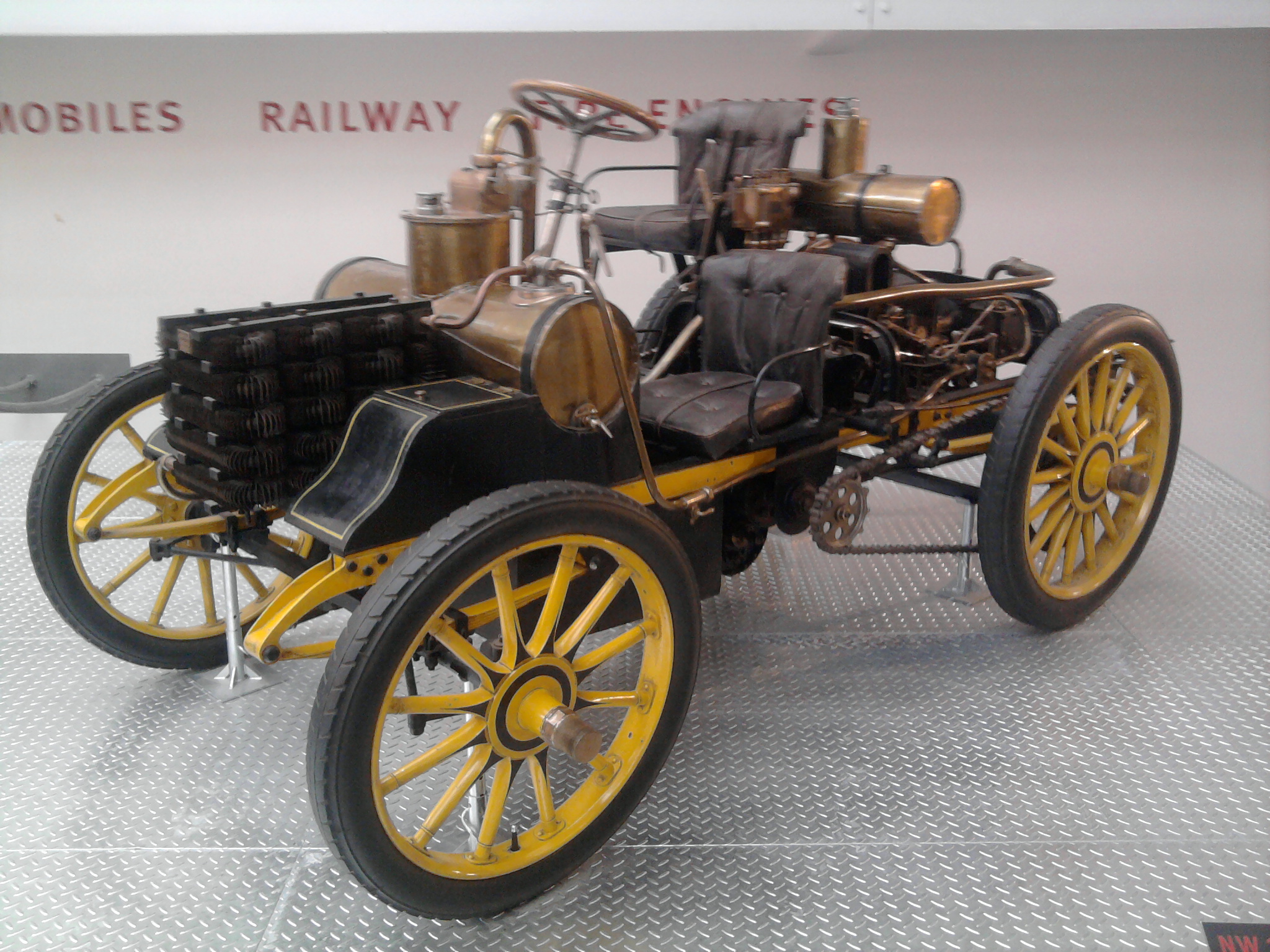
NW 12 HP
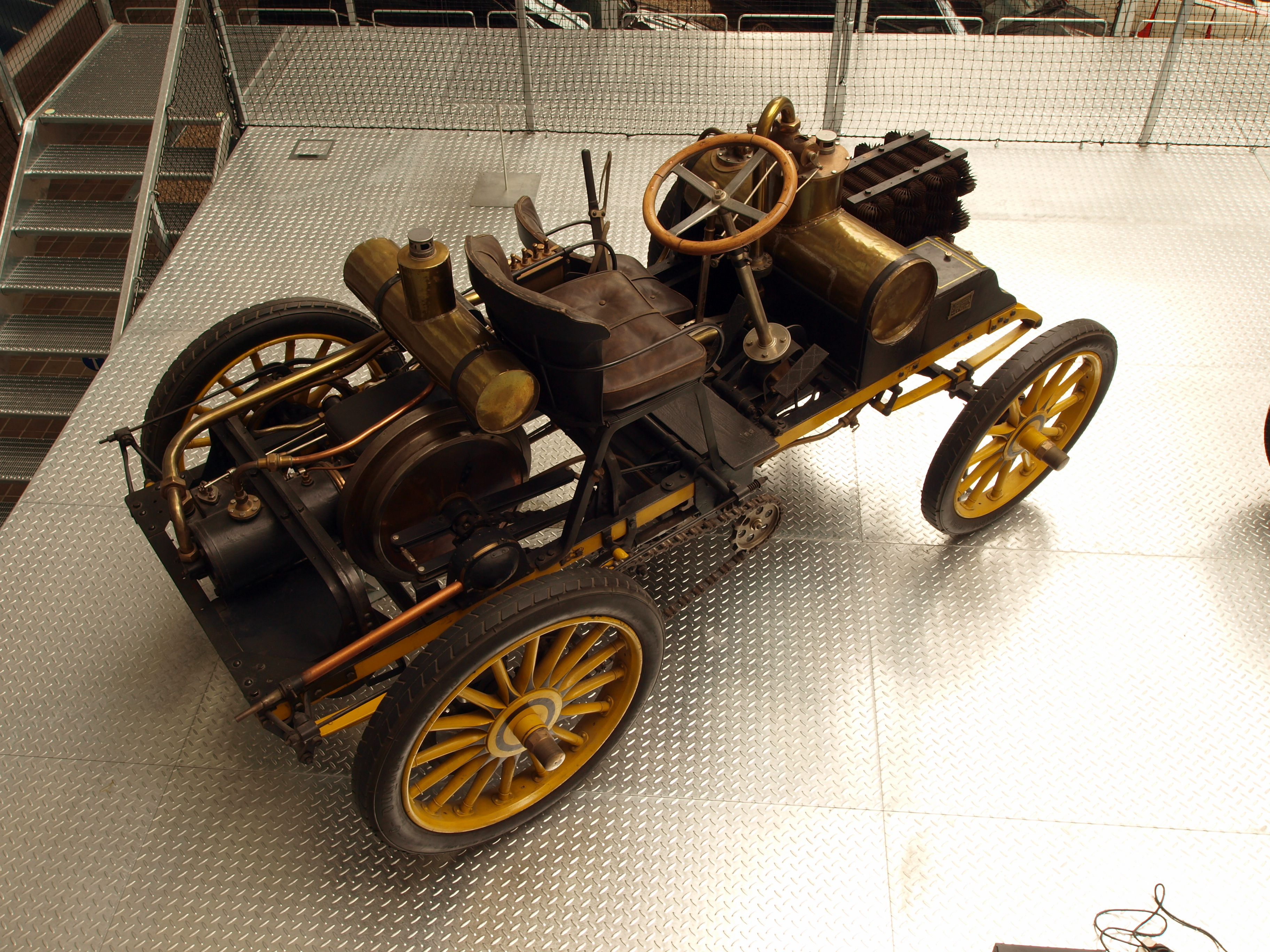
NW 12 HP (shora)
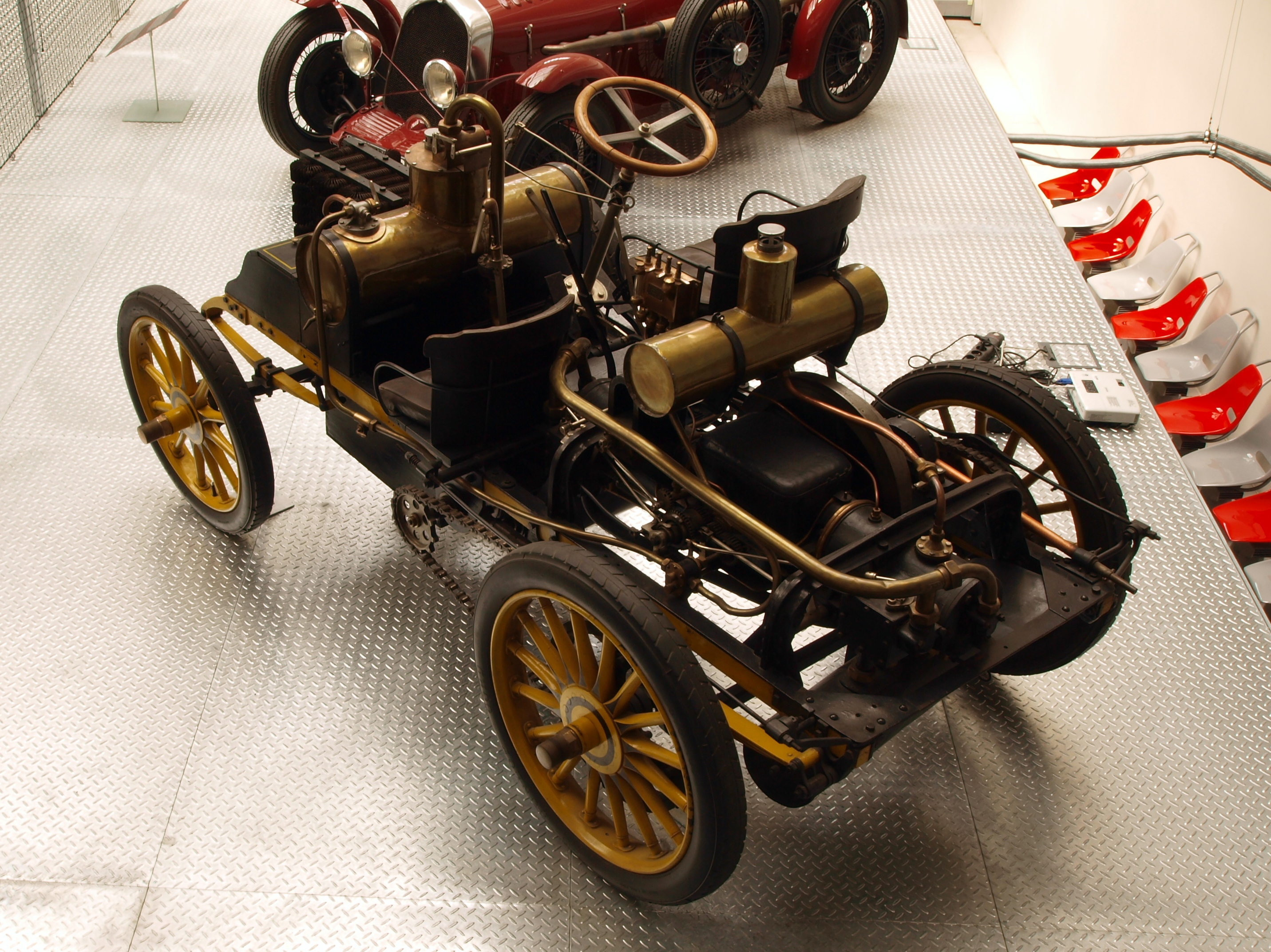
NW 12 HP (shora)
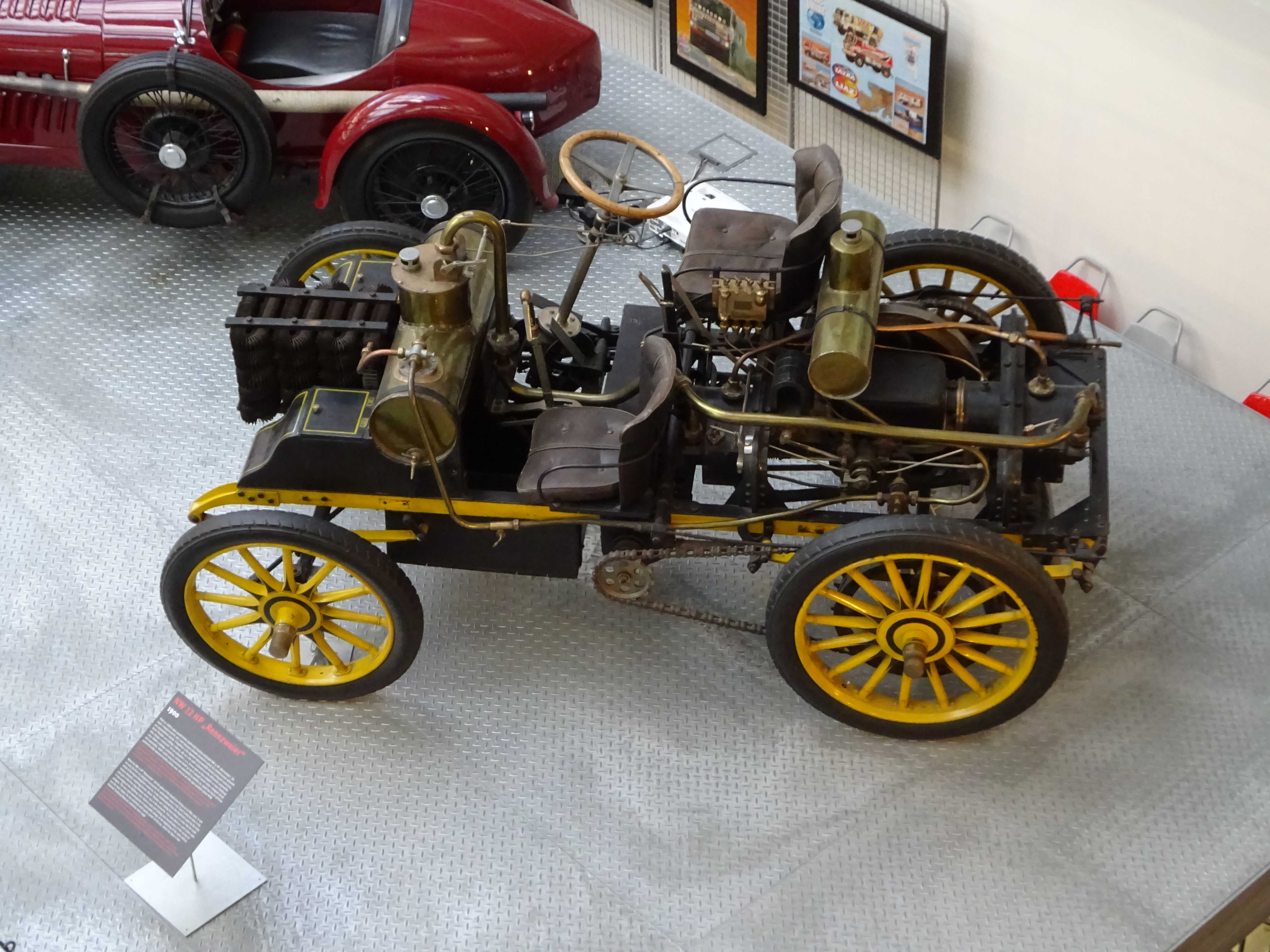
NW Rennzweier (Nesselsdorfer Wagenbau-Fabriks-Gesselschaft A. G.)
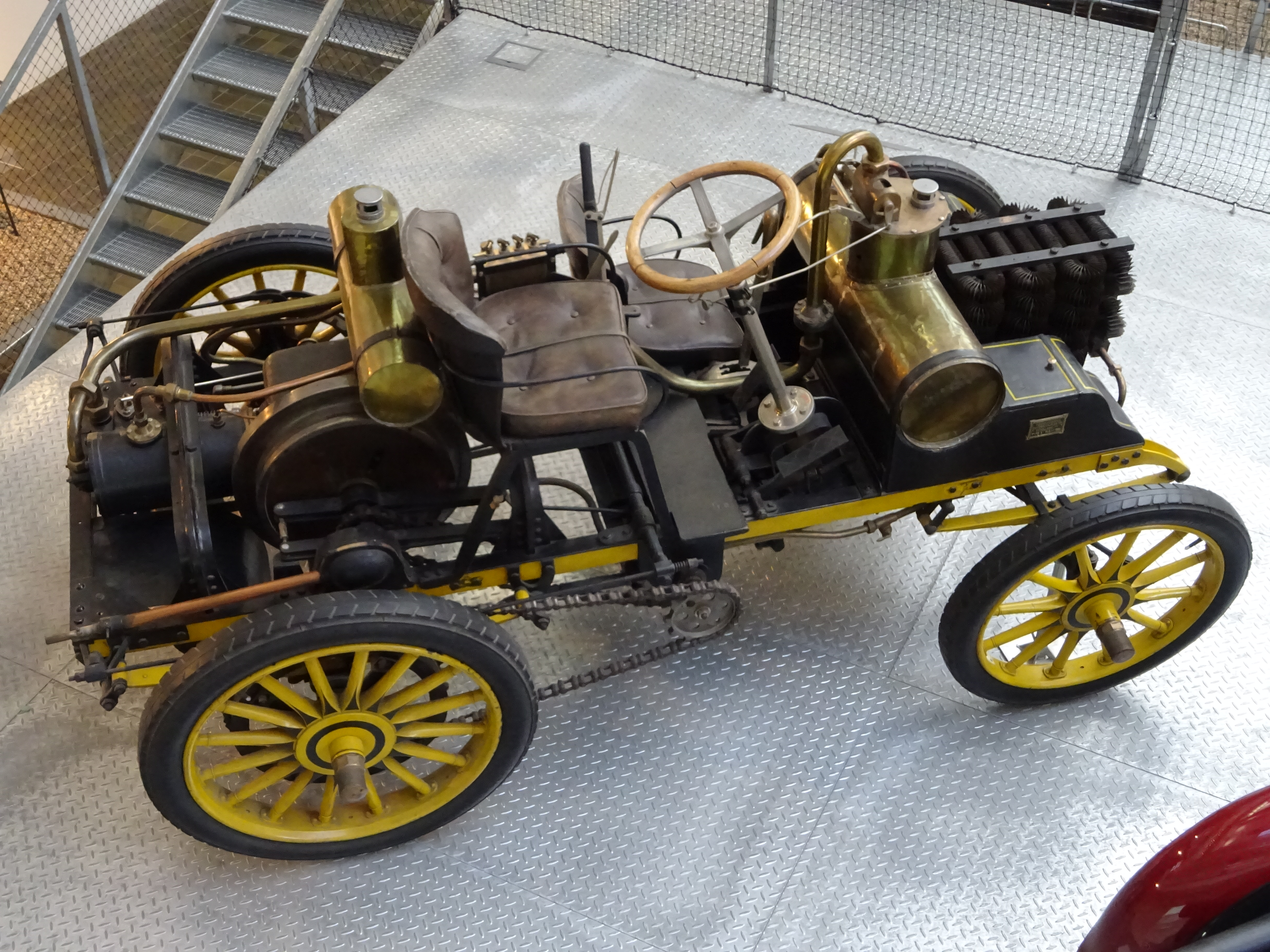
NW Rennzweier (NTM 2023)